# Pont dels Moros II (Deltebre)
Pont dels Moros II, també anomenat pont del Rei, és una obra neoclàssica de Deltebre (Baix Ebre) inclosa a l'Inventari del Patrimoni Arquitectònic de Catalunya.

## Descripció
Pont situat sobre un canal, té la forma d'un arc de triomf de un sol vano amb les dovelles i els carreus tallats regularment. Sembla que li falta l'àtic, doncs en el seu lloc es troba una massa de còdols amb argamassa i fang.
La seva funció podria ésser de resclosa per a regular el pas de l'aigua d'un canal de navegació o bé per regular l'aigua d'unes salines.
Està situat ben a la vora de la carretera T-340 (km 15), al costat d'una petita àrea de pícnic a mig camí entre Deltebre i la urbanització Riumar.